# Académie militaire de Peekskill
L'Académie militaire de Peekskill était une académie militaire basée à Peekskill dans l'État de New York.

## Histoire
Elle a été fondée en 1833, c'était une académie pour jeunes hommes. Elle se situe à Peekskill, proche de New York,.
L'académie est fermée en 1968[source insuffisante].

## Anciens élèves célèbres
- Guy Williams, acteur
- Sandy Weill, acteur
- Chauncey Depew, homme politique
- L. Frank Baum, écrivain